# Portrét dámy
Portrét dámy (v anglickém originále The Portrait of a Lady) je americký dramatický film z roku 1996. Režisérkou filmu je Jane Campion. Hlavní role ve filmu ztvárnili Nicole Kidman, John Malkovich, Barbara Hershey, Mary-Louise Parker a Martin Donovan.

## Ocenění
Barbara Hershey byla za svou roli v tomto filmu nominována na Oscara a Zlatý glóbus. Film byl dále nominován na Oscara za nejlepší kostýmy.

## Obsazení
| Nicole Kidman      | Isabel Archer       |
| John Malkovich     | Gilbert Osmond      |
| Barbara Hershey    | Serena Merle        |
| Mary-Louise Parker | Henrietta Stackpole |
| Martin Donovan     | Ralph Touchett      |
| Shelley Winters    | paní Touchett       |
| John Gielgud       | pan Touchett        |
| Shelley Duvallová  | hraběnka Gemini     |
| Viggo Mortensen    | Caspar Goodwood     |
| Christian Bale     | Edward Rosier       |